# Arany Málna díj a legrosszabb vizuális effektusoknak
A legrosszabb vizuális effektusok Arany Málna díját (angolul: Golden Raspberry Award for Worst Visual Effects) a Los Angeles-i székhelyű Arany Málna Díj Alapítvány  1987-ben és 1988-ban ítélte oda több száz akadémiai tag szavazata alapján annak az előző évben készült és forgalomba került amerikai filmnek, amelynek különleges trükkjei, képi effektusai a „legcsapnivalóbbak” voltak.
A díjra jelölt 3-3 alkotás listáját minden év elején, az Oscar-díjra jelöltek kihirdetése előtti napon hozták nyilvánosságra. A „nyertes” megnevezése egy hónappal később, az Oscar-gála előtti napon történt a Hollywood Roosevelt Hotelben tartott ünnepség keretében.

## Díjazottak és jelöltek
| „Győztes” – félkövérrel szedve, szürkéskék háttérrel |

### 1980-as évek
| Év   | „Győztesek” és jelöltek                                                                                        |
| ---- | --- |
| 1987 | Howard, a kacsa, vizuális effektusok: Industrial Light & Magic                                                 |
| 1987 | King Kong visszatér, a kreatúra megalkotója: Carlo Rambaldi                                                    |
| 1987 | Támadók a Marsról, különleges vizuális effektusok: John Dykstra, a bábok tervezője: Stan Winston               |
| 1988 | Cápa 4. – A cápa bosszúja, a forgatási technikusok vezető-tervezője: Henry Millar                              |
| 1988 | The Garbage Pail Kids Movie, számítógéppel vezérelt figurák: John Buechler, Mechanical Make-Up Imageries, Inc. |
| 1988 | Superman 4. – A sötétség hatalma , a forgatási technikusok vezető-tervezője: Harrison Ellenshaw és John Evans  |